# Conférence du Caire de 1943
Pour les articles homonymes, voir Conférence du Caire.

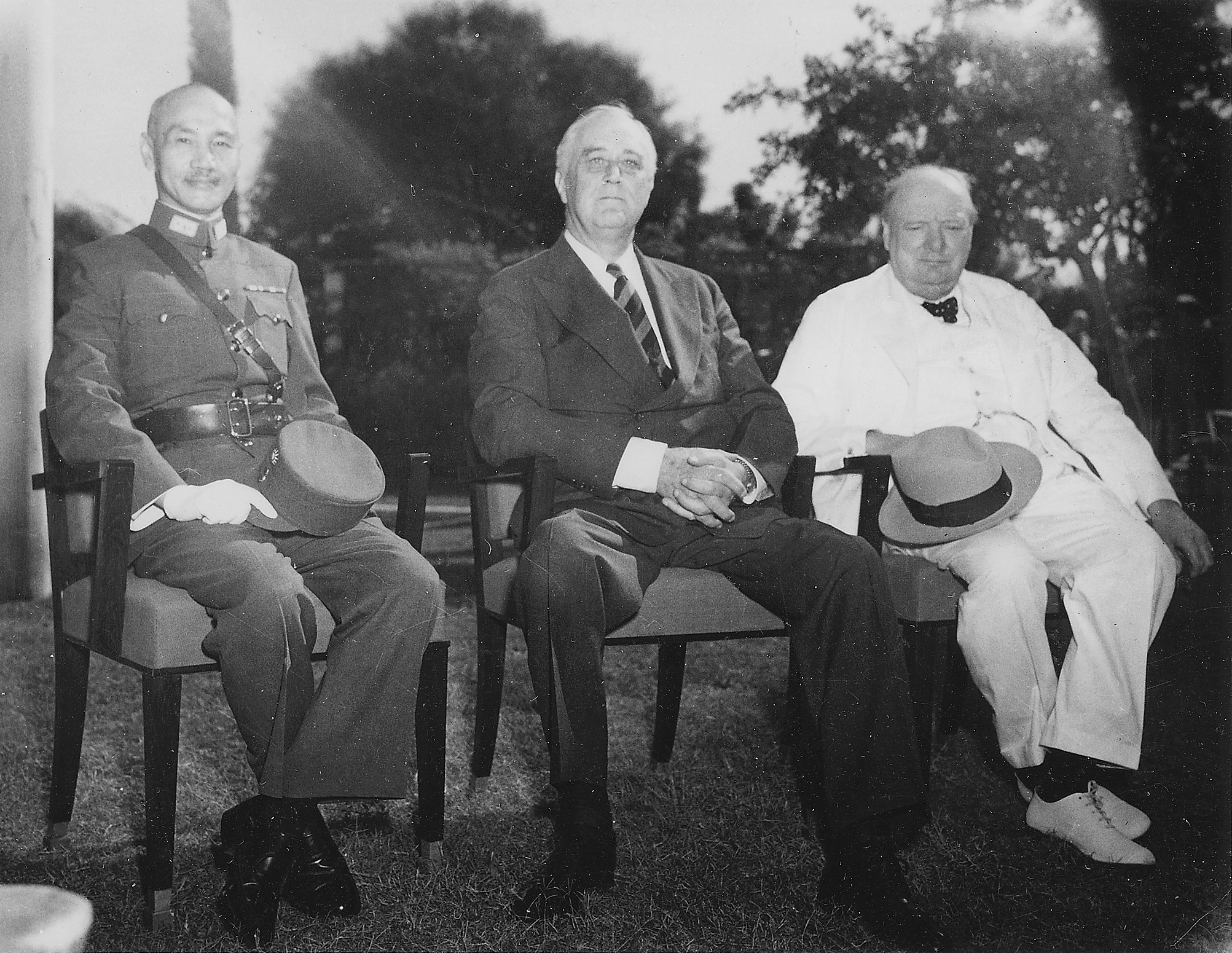
Tchang, Roosevelt, et Churchill au Caire, le 25 novembre 1943.

La conférence du Caire (nom de code SEXTANT), tenue du 22 novembre au 26 novembre 1943, porta sur la lutte contre l'empire du Japon et sur le nouvel ordre des puissances en Asie, une fois la Seconde Guerre mondiale achevée. Elle réunit le président américain Franklin Roosevelt, le Premier ministre britannique Winston Churchill, et le généralissime Tchang Kaï-chek, chef du gouvernement de la république de Chine, qui était désormais reconnu comme un partenaire majeur au sein des Alliés.

## Contenu
Joseph Staline refusa de participer à la conférence, le pacte de neutralité soviéto-japonais de 1941 étant encore en vigueur. Les réunions eurent lieu à la résidence de l'ambassadeur américain, Alexander Kirk (en).
Les principales clauses de la déclaration du Caire furent :
- le Japon doit être contraint par la force à une reddition sans condition ;
- le Japon doit être dépossédé des îles du Pacifique occupées à partir de 1914 ;
- le Japon devait restituer tous les territoires chinois qu'il occupait (comme la Mandchourie, l'île de Taïwan et les îles Pescadores) ;
- la Corée doit être libre et indépendante.

La déclaration du Caire était essentiellement un communiqué de presse à sa publication, et non un document diplomatique officiel. Ainsi, elle ne portait pas les signatures des trois dirigeants. Elle est ensuite citée dans la déclaration de Potsdam de 1945, qui définissait les conditions de la capitulation du Japon.
Immédiatement après Le Caire eut lieu la conférence de Téhéran, du 28 novembre au 1er décembre, réunissant Roosevelt, Churchill et Staline.
Au retour de Téhéran eut lieu une seconde conférence au Caire (en), réunissant Roosevelt, Churchill et le président de la Turquie, İsmet İnönü, pour convaincre celui-ci d'abandonner sa neutralité et déclarer la guerre à l'Allemagne. Churchill y renonça en raison des exigences d'Inönü sur l'approvisionnement en armement, chars et avions. La Turquie entre dans le conflit en février 1945.